# Pseudolasius australis
Pseudolasius australis är en myrart som beskrevs av Auguste-Henri Forel 1915. Pseudolasius australis ingår i släktet Pseudolasius och familjen myror. Inga underarter finns listade i Catalogue of Life.

## Bildgalleri

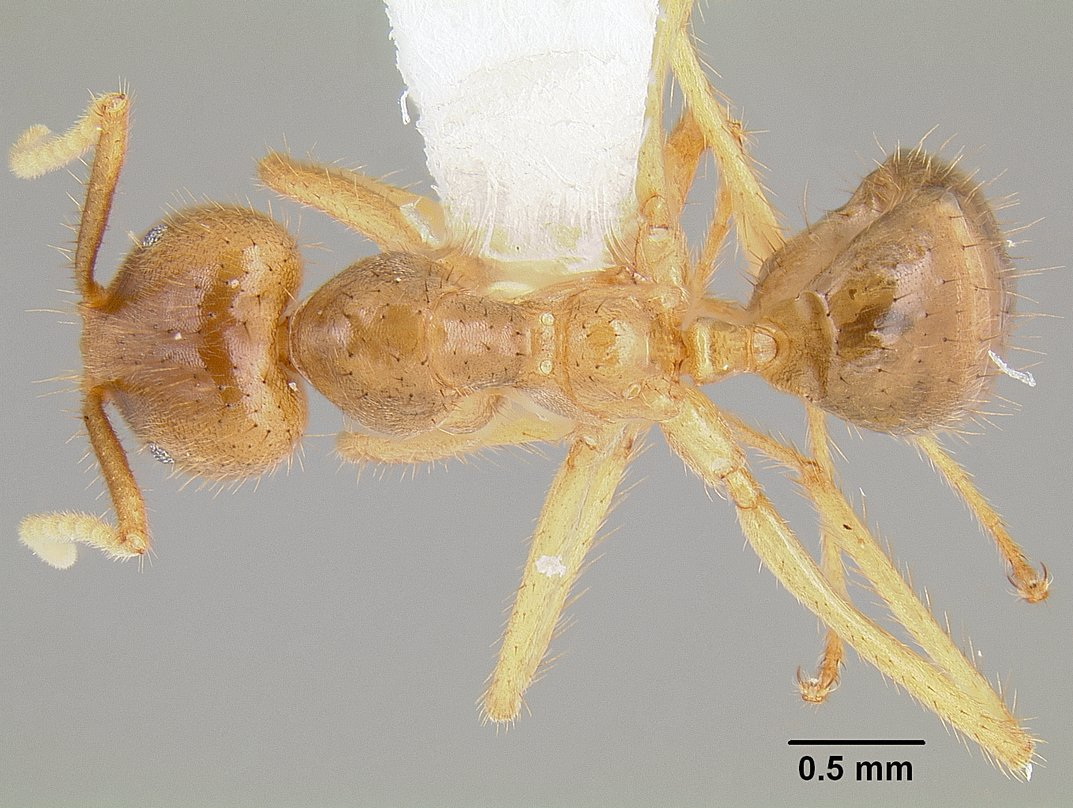
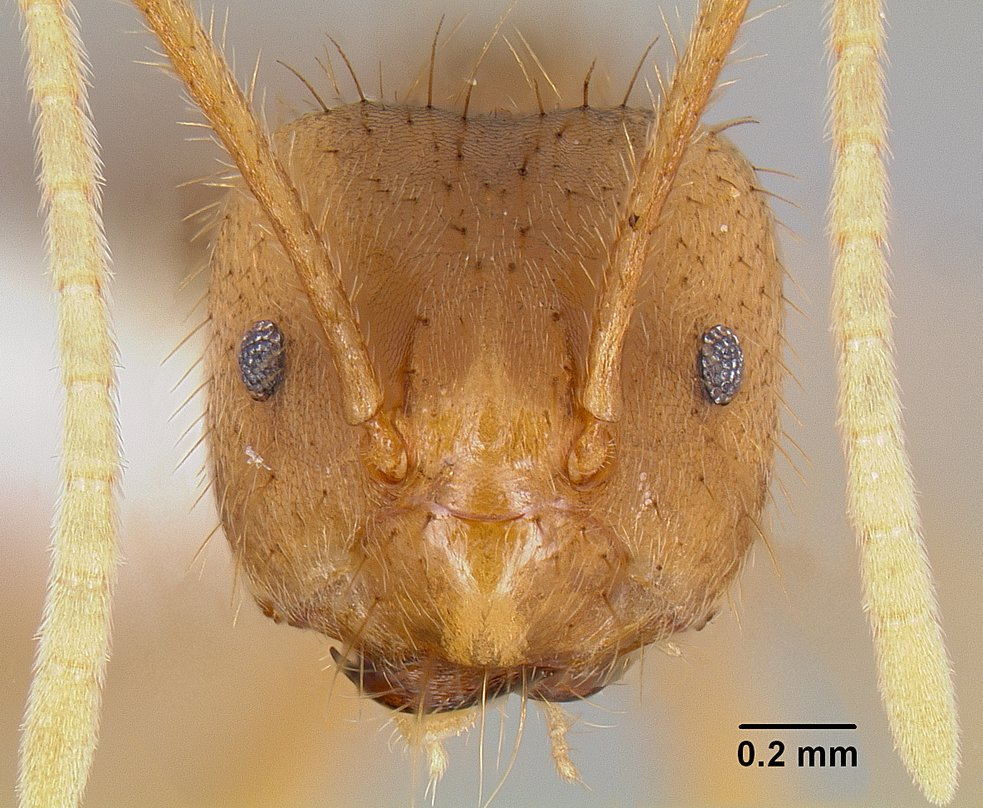
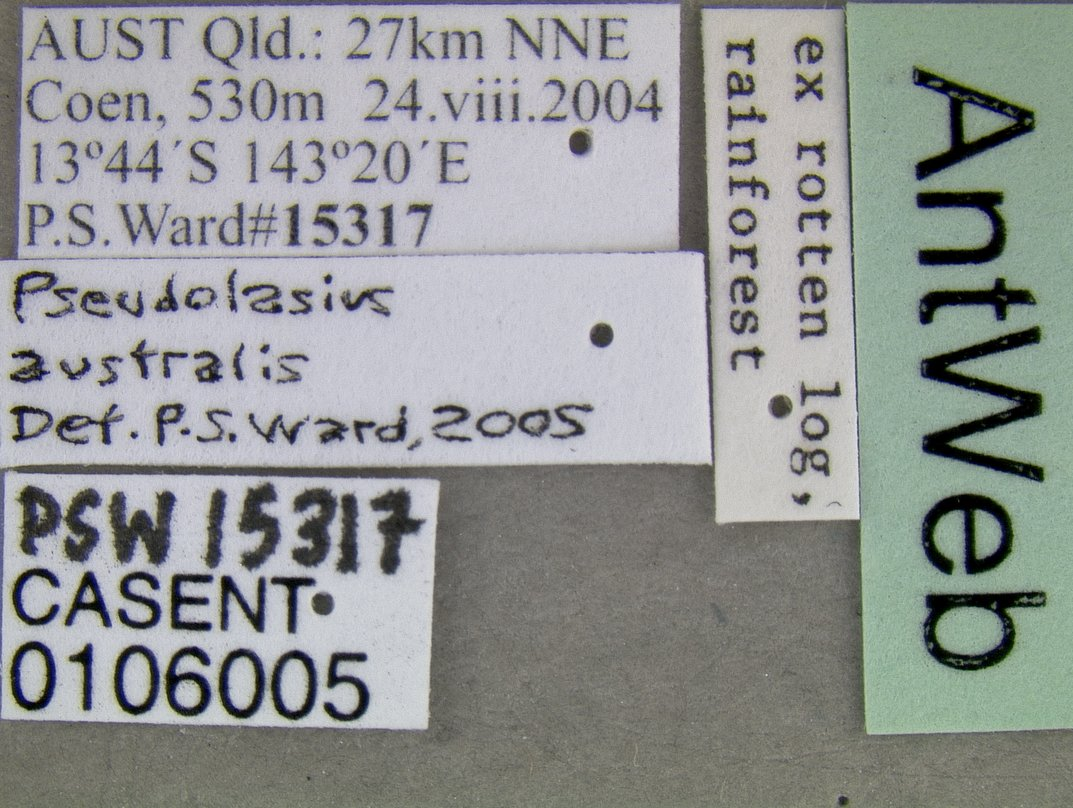
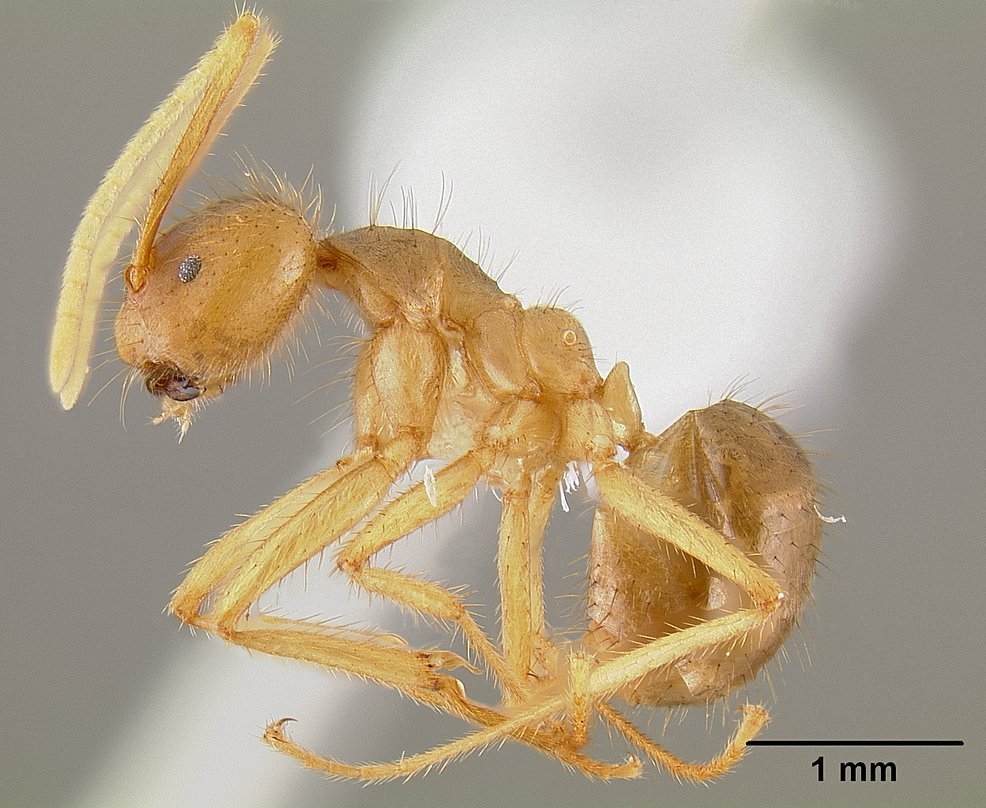